# The Face (美國電視節目)
《The Face》，是一個給予參賽者爭奪模特兒及化妝品合約的美國真人秀，節目於2013年2月12日由Oxygen首播。
節目由超模Naomi Campbell擔任製作人之一，而她並會聯同模特兒Karolina Kurková（第1季）、Coco Rocha（第1季）、Anne Vyalitsyna（第2季）以及Lydia Hearst（第2季）擔任比賽模特兒的導師，而時尚攝影師、《America's Next Top Model》前任常座評審Nigel Barker則會擔任節目主持人。

## 節目形式
其節目宗旨為由3位超模各帶領4位參賽模特兒進行一系列比賽，為參賽者爭取品牌代言人一職。而在比賽正式開始前，所有參賽者須通過一系列的選拔考驗，包括拍攝素顏照、蒙臉走秀等，期間3位超模導師並會因應參賽者表現而即時淘汰未能通過考驗的參賽者。隨後導師們會揀選其心儀的參賽者，而每位導師並只限揀選4位參賽者，如果參賽者有超過一名的導師被挑選的話，參賽者並可以自行選擇其想加入的導師隊伍。
而在每集的正式比賽前，參賽者們首先會接受一位超模導師的授課及個人小挑戰（上述環節於第2季被取消）。其後每隊會進行為時裝雜誌／品牌進行拍攝硬照、時尚短片、走秀等的考驗，同樣3位導師亦會在場指導參賽者，並會由該考驗的評審為各隊參賽者表達意見以及挑選獲勝的一隊。而落敗的兩隊其導師須各自揀選一位參賽者進入淘汰程序，再由獲勝隊伍的導師從兩人中淘汰一位參賽者。
而當餘下3位參賽者時，參賽者與其導師會一同在時裝秀亮相。最後品牌代表會揀選一位勝出者作為其品牌代言人。

## 主持人及導師
- 主持人：
  - Nigel Barker

- 導師：
  - Naomi Campbell
  - Karolina Kurková（第1季）
  - Coco Rocha（第1季）
  - Anne V（第2季）
  - Lydia Hearst（第2季）

## 季度
| 季度 | 首播日期      | 參賽人數 | 勝出者         |
| 1    | 2013年2月12日 | 12       | Devyn Abdullah |
| 2    | 2014年3月5日  | 12       | Tiana Zarlin   |

## 外部連結
- 官方网站
- 互联网电影数据库（IMDb）上《The Face》的资料（英文）